# Сен-Бре (Юра)
Сен-Бре (фр. Saint-Brais) — громада  в Швейцарії в кантоні Юра, округ Франш-Монтань.

## Географія
Громада розташована на відстані близько 50 км на північний захід від Берна, 19 км на захід від Делемона.
Сен-Бре має площу 15,2 км², з яких на 3,6% дозволяється будівництво (житлове та будівництво доріг), 49,9% використовуються в сільськогосподарських цілях, 45% зайнято лісами, 1,5% не є продуктивними (річки, льодовики або гори).

## Демографія
2019 року в громаді мешкало 221 особа (+0% порівняно з 2010 роком), іноземців було 5%. Густота населення становила 15 осіб/км².
За віковим діапазоном населення розподілялося таким чином: 19% — особи молодші 20 років, 58,8% — особи у віці 20—64 років, 22,2% — особи у віці 65 років та старші. Було 92 помешкань (у середньому 2,4 особи в помешканні).
Із загальної кількості 80 працюючих 55 було зайнятих в первинному секторі, 7 — в обробній промисловості, 18 — в галузі послуг.